# Liste von Persönlichkeiten der Stadt Sprockhövel
Diese Liste von Persönlichkeiten der Stadt Sprockhövel umfasst die Ehrenbürger, Söhne und Töchter der Stadt sowie weitere Persönlichkeiten mit Bezug zur Stadt.

## Bürgermeister

### Bürgermeister (seit 1937)
ab 1937 Zugehörigkeit zum Amt Blankenstein
- 1937–1945: Rudolf Hausherr
- 1945–1946: Hugo Niedmann
- 1946–1952: Heinrich Kemp (SPD)
- 1952–1953: Otto Hagemann (1872–1953) (FDP)
- 1953–1956: Reinhard Bosselmann (FDP)
- 1956–1960: Heinrich Kemp (SPD)

ab 1960 Gemeinde Sprockhövel
- 1960–1963: Heinrich Kemp (SPD)
- 1963–1966: Walter Dörnemann
- 1966–1969: Heinz Scheffler (SPD)

ab 1970 amtsfreie Stadt Sprockhövel
- 1970–1999: Hans Käseberg (SPD)
- 1999–2004: Paul Gerhard Flasdieck (SPD)
- 2004–2014: Klaus Walterscheid (SPD)
- 2014–2020: Ulrich Winkelmann
- 2020–heute: Sabine Noll

## Ehrenbürger
Nach Anregungen im Jahr 2019, hat die Stadt Sprockhövel im Juni 2020 beschlossen, Persönlichkeiten, die sich in besonderer Weise um die Stadt verdient gemacht haben, mit einem Ehrenbürgerrecht auszeichnen zu können. Aktuell ausgezeichnet sind:
- Heinrich Brüninghoff (1881–?)
- Wilhelm Geldmacher
- 2003: Hans Käseberg (1926–2011), ehemaliger Bürgermeister von Sprockhövel von 1970 bis 1999[4]

## In Sprockhövel geborene Persönlichkeiten
- Gustav Altenhain (1891–1968), Politiker, wurde in Sprockhövel geboren
- Mathilde Franziska Anneke (1817–1884), Frauenrechtlerin
- Hermann Brüning (1873–1955), Mediziner, wurde in Sprockhövel geboren
- Robert Große-Stoltenberg (1903–1983), Ingenieur, Heimatforscher, Papierhistoriker, Wasserzeichenforscher, wurde in Sprockhövel geboren
- Emil Lohbeck (1905–1944), Basketballspieler, wurde in Hiddinghausen geboren
- Willi Geldmacher (1907–1987), Gewerkschafter, wurde in Sprockhövel geboren
- Walther Kern (1900–1965), Pharmazeut, wurde in Sprockhövel geboren und verstarb dort auch
- Erwin Sellering (* 1949), Politiker (SPD), Ministerpräsident von Mecklenburg-Vorpommern (2008–2017), in Sprockhövel geboren
- Klaus Walterscheid (* 1946), Politiker und Altbürgermeister von Sprockhövel
- Gustav-Hermann Seebold (* 1951), Historiker und Archivar, wurde in Sprockhövel geboren
- Otto Vorberg, Heimatdichter

## Bekannte Einwohner und mit Sprockhövel verbundene Persönlichkeiten
- Theresia Albers (1872–1949), Ordensgründerin, wirkte in Sprockhövel
- Robin Benz (* 1995), Fußballspieler, wuchs in Sprockhövel auf
- Hans Boegehold (1876–1965), Mathematiker, wuchs in Sprockhövel auf
- Cornelia Dauben (* 1975), Sportlerin, lebt und trainiert in Sprockhövel
- Henriette Davidis (1801–1876), Hauswirtschaftslehrerin und Autorin
- Rudolf Dreßler (1940–2025), Politiker, verbrachte seine Kindheit und Jugend in Sprockhövel
- Wolfgang Fischer (Pädagoge) (1928–1998), Pädagoge, starb in Sprockhövel
- Daniela Fuß (* 1969), Fernsehmoderatorin; wuchs in Sprockhövel auf
- Dietrich Grönemeyer (* 1952), Mediziner und Bruder von Herbert Grönemeyer
- Andrea Haarmann, mehrfache Welt- und Europameisterin Judo, lebt in Sprockhövel
- Wilhelm Kraft (1884–1945), Bürgermeister in Haßlinghausen von 1919 bis 1932 (SPD)
- Waltraud Lehn (* 1947), Politikerin, lebte lange Jahre in Sprockhövel
- Sebastian Münster (* 1971), Schauspieler; verbrachte seine Kindheit und Jugend in Sprockhövel
- Adolf Ostertag (* 1939), Politiker (SPD), lebte und arbeitete lange Jahre in Sprockhövel
- Hermann Pieper (Bergrat) (1839–1904), Bergwerksdirektor und Politiker, wuchs in Sprockhövel auf
- Christian Scholze (* 1969), Dramaturg und Theaterregisseur, wuchs in Sprockhövel auf
- Paul Pleiger (1899–1985), Industrieller; lebte viele Jahre mit seiner Familie in Sprockhövel
- Dirk Schrade (* 1978), Vielseitigkeitsreiter; lebt seit 2009 im Stadtteil Haßlinghausen
- Erich Schultze-Gebhardt (1929–2014), Heimatkundler und Denkmalpfleger, lebte in Sprockhövel
- Gustav-Hermann Seebold (* 1951), Historiker, verbrachte seine Kindheit und Jugend in Sprockhövel
- Johannes Slawig (* 1955), Politiker verbrachte seine Kindheit und Jugend in Sprockhövel
- Herbert Todt (1911–2003), Pfarrer und Teilnehmer der Deutschen Antarktischen Expedition 1938/39 wuchs in Sprockhövel auf